# 園山二美
園山 二美（そのやま ふみ）は、日本の元漫画家。
主に『コミックビーム』で活躍した。

## 作品リスト
- 蠢動（1998年、アスペクトコミックス）全1巻
- 続蠢動（1999年、アスペクトコミックス）全1巻